# شواز
شواز هي قرية في مقاطعة تفت، محافظة يزد، إيران. يقدر عدد سكانها بـ 100 نسمة بحسب إحصاء 2016.